# Schloss Sonnenburg

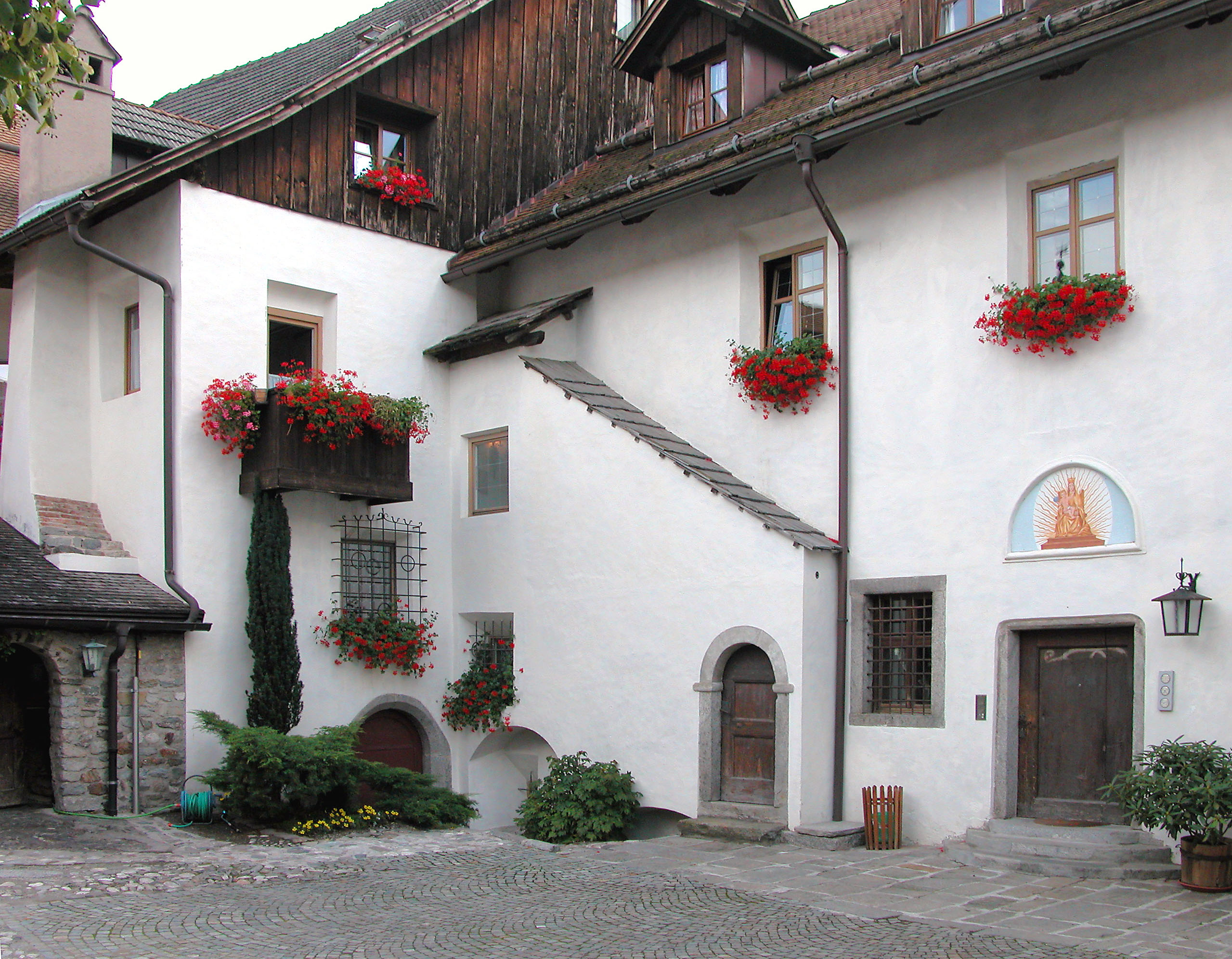
Schlosshof

Schloss Sonnenburg ist eine Burg und ein ehemaliges Kloster der Benediktinerinnen im Ortsteil Sonnenburg der Gemeinde St. Lorenzen in Südtirol (Italien). Vom alten Baubestand ist wenig erhalten, jedoch verweisen einige romanische Fenster sowie Freskenfragmente der Krypta auf das hohe Alter der Anlage.

## Geschichte
Ursprünglich gehörte die Burg den Gaugrafen von Lurn und Pustertal. Im Jahr 1022 erhielt Graf Volkhold, nach dem Tod seines Schwestermannes Aribo, die Burg „Suanapurc“ (suana = Sühne, Gericht) und übertrug sie mitsamt dazugehörigem Grundbesitz dem Benediktinerorden zur Errichtung eines Damenstifts. Dieses wurde in der ersten Hälfte des 11. Jahrhunderts errichtet, soweit aus der verworrenen und zum Großteil gefälschten Gründungsüberlieferung hervorgeht. Erste Äbtissin wurde demnach – noch vor 1139 – Wichburg, Tochter Aribos und dessen Gemahlin Wichburg von Sonnenburg. Für 1090 ist eine Weihe des Stifts durch Bischof Altwin von Brixen belegt. Fast achthundert Jahre lang waren die Benediktinerinnen von Sonnenburg die Grundherren des Gadertaler Gebietes. Sie übten in Enneberg die Gerichtsbarkeit aus.
Um die Mitte des 12. Jahrhunderts weihte Bischof Hartmann von Brixen die Sonnenburger St.-Gotthard-Kapelle („cappellen des heylign pischoff Sand Gothartz“), einen ursprünglich außerhalb des engeren Stiftsbereichs gelegenen Sakralbau, der mit dem 1977 ergrabenen Gebäude auf der Westspitze des Sonnenburger Hügels zu identifizieren ist.
Aus dem Jahr 1296 datiert ein Sonnenburger Urbar, das den weitgestreuten Güterbesitz des Klosters dokumentiert. Die Besitzverwaltung war organisiert in den einzelnen Ämtern Gadertal, Mühlwald, Eisacktal und Etschtal mit einem Außenposten am Nordufer des Gardasees. Weiterhin gilt, spätestens 1846, ein aus dem 14. Jahrhundert stammendes, auf Anordnung der Äbtissin Dietmuth gefertigtes, weiteres Urbar, wie eine Abschrift belegt.
Im 15. Jahrhundert kam es zum Konflikt zwischen Nikolaus von Kues (Nikolaus Cusanus), Bischof von Brixen, der den Konvent reformieren wollte, und der dies ablehnenden Äbtissin Verena von Stuben, die vom Tiroler Landesfürsten Herzog Siegmund unterstützt wurde. Im Zuge der Auseinandersetzungen wurden in Enneberg Bauern, die gegenüber Sonnenburg abgabenbereit waren, von den Gegnern Sonnenburgs getötet.
Der Minnesänger Friedrich von Sonnenburg stammt vermutlich von hier.
In der Spätzeit des Stiftes kurz vor der Aufhebung spielt der Roman „Die Nonne von Sonnenburg“ von Josef Weingartner.

## Auflösung und spätere Nutzung

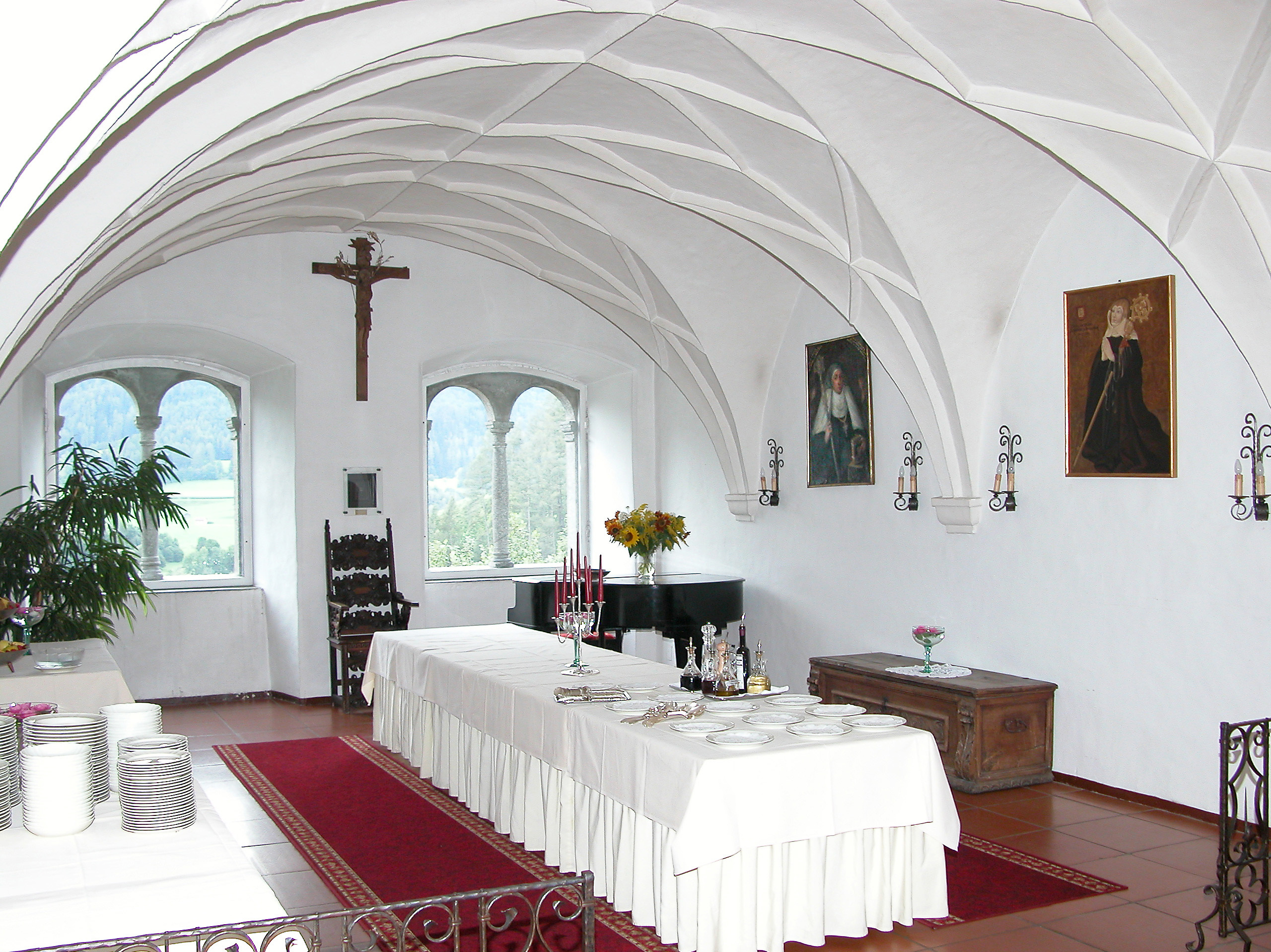
Gewölbe

Nach fast achthundert Jahren wurde 1785 durch Kaiser Joseph II. im Zuge des nach ihm benannten Josephinismus (Säkularisation) das Kloster aufgehoben. Dabei wurden auch die Bibliotheks- und Archivbestände verstreut, deren Überreste sich heute an verschiedenen Standorten (Innsbruck, München, Bozen, Nürnberg) befinden.
Während der Tiroler Freiheitskämpfe (1797–1813) diente das Schloss als Militärhospital, später als Armenwohnheim. Die Bewohner des „Versorgungshauses Kloster Sonnenburg“, in dem auch alte, kranke und pflegebedürftige Menschen untergebracht waren, wurden 1940 im Rahmen der Option meist ohne ihr Zutun in entsprechende Einrichtungen in das Deutsche Reich „umgesiedelt“. Dort erwartete sie im Zuge der nationalsozialistischen Rassenhygiene ein ungewisses Schicksal.
1965 erwarb der Starnberger Kulturreferent Karl Knötig die Anlage. Er ließ die Überreste der Abtei absichern und renovieren. Heute befindet sich in der Anlage ein gleichnamiges Hotel.
Für den Ausbau der Pustertaler Staatsstraße wurde ein Tunnel unter dem Schloss gegraben. Die Arbeiten waren 2009 vorübergehend eingestellt worden, da durch die Sprengungen unter anderem in der Krypta Schäden an einem romanischen Fresko entstanden sind. Der Tunnel wurde daraufhin ohne Sprengungen weitergebaut und Anfang Dezember 2010 eröffnet.